# رمح الفرسان

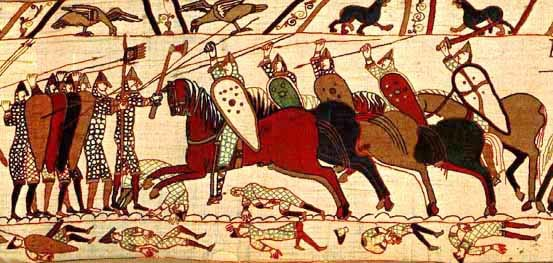
الفرسان النورمانديون يهاجمون جدار التراس الأنجلوسكسوني في معركة هاستنغز كما هو موضح في نسيج بايو. تُمسك رماح الفرسان بقبضة يد واحدة وتُرفع فوق الرأس.

رمح الفرسان (بالإنجليزية: Lance)‏ هو رمح طويل مصمم ليستخدمه الفرسان. في الحروب القديمة والعصور الوسطى، تطور ليصبح السلاح الرئيسي في انقضاض الفرسان، ولم تكن مناسبة للرمي أو الطعن المتكرر، على عكس الأسلحة المماثلة لعائلة الرمح الخفيف والبيك التي يستخدمها المشاة عادةً. غالبًا ما كانت رماح الفرسان مجهزة بشبه مخروط دائري صغير لمنع اليد من الانزلاق لأعلى العصا عند الاصطدام، وبدءًا من أواخر القرن الرابع عشر، اُستخدمت جنبًا إلى جنب مع مسند رمح [الإنجليزية] متصل بدرع. على الرغم من أنه معروف بأنه سلاح عسكري ورياضي يحمله الفرسان ورجال السلاح الأوروبيون، إلا أن استخدام رماح الفرسان كان منتشرًا على نطاق واسع في جميع أنحاء شرق آسيا والشرق الأوسط وشمال إفريقيا حيثما توفرت ركائب مناسبة. حمل الفرسان الرماة للرماح في العصور الوسطى أيضًا أسلحة ثانوية مثل السيوف، وفؤوس الحرب، ومطارق الحرب [الإنجليزية]، والدبابيس، والخناجر لاستخدامها في القتال بالأيدي، نظرًا لأن رمح الفرسان كان غالبًا سلاحًا يُستخدم مرة واحدة في كل اشتباك؛ بافتراض أن رمح الفرسان نجا من التأثير الأولي دون أن ينكسر، فإنه غالبًا (اعتمادًا على نوع رمح الفرسان المستخدم) طويل جدًا وثقيل وبطيء بحيث لا يكون فعالًا ضد الخصوم في العراك.